# آبشار بروکن

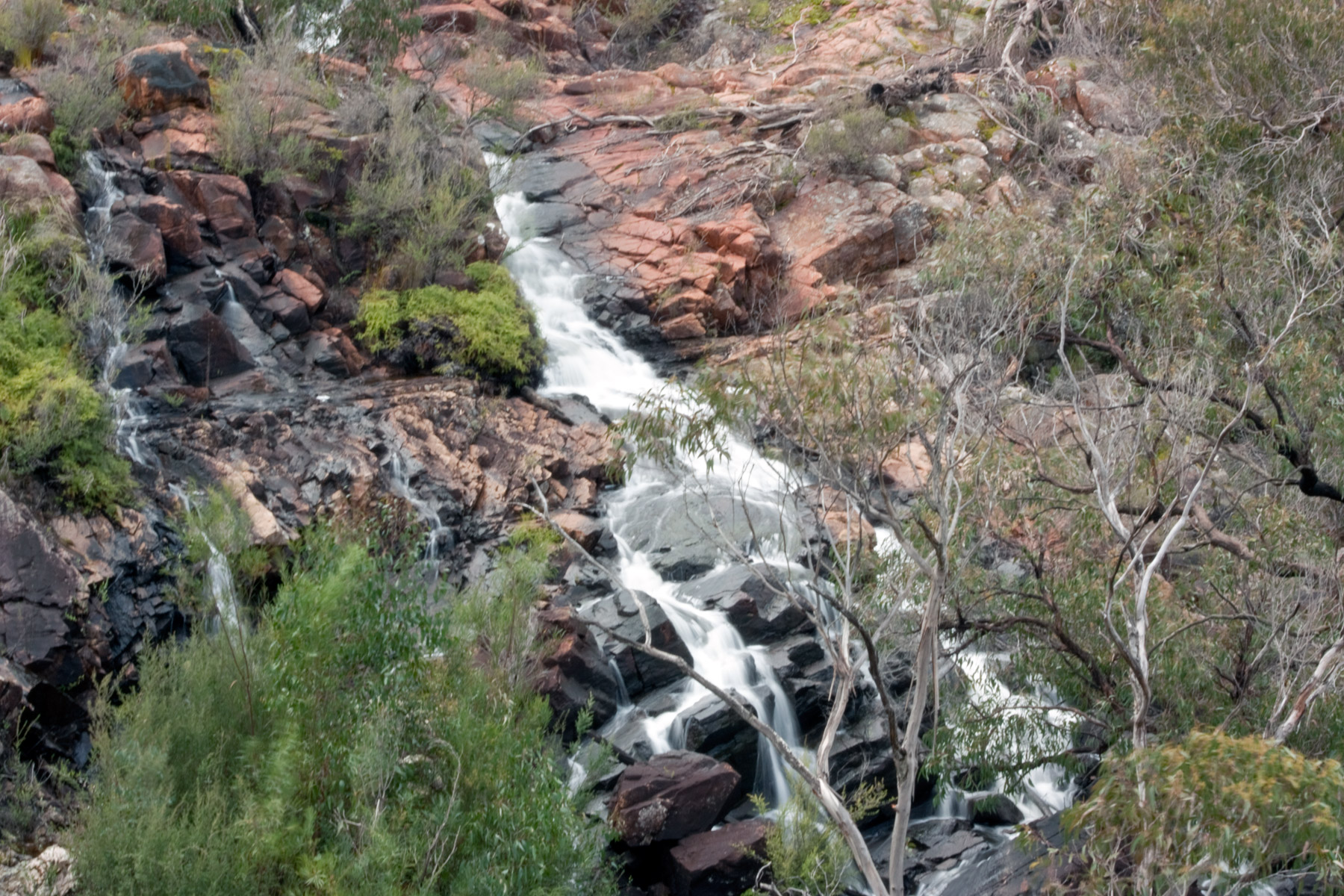
آبشار بروکن

آبشار بروکن (به انگلیسی: Broken Falls) آبشاری است که در پارک ملی گراند تیتون، وایومینگ، ایالات متحده آمریکا واقع شده و ارتفاع کلی ریزشگاه آن است.